# Bahnstrecke Mannheim Kurpfalzbrücke–Edingen–Heidelberg
| |                                                 | | |
| Streckennummer (DB): | 9402                                            | | |
| Kursbuchstrecke (DB): | 669 (1946: 318g; bis 1970: 300g; bis 1992: 568) | | |
| Spurweite: | 1000 mm (Meterspur)                             | | |
| Stromsystem: | 750 Volt =                                      | | |
| Streckengeschwindigkeit: | 80 km/h                                         | | |
| Zweigleisigkeit: | durchgehend                                     | | |
| |                                                 | | |
| \| \| 0,0 \| Mannheim Kurpfalzbrücke \| Mannheim Kurpfalzbrücke \| \| \| \| ehem. Straßenbahn vom Friedrichsring \| \| \| \| \| Straßenbahn vom Friedrichsring 5 \| \| \| \| 0,4 \| Collini-Center \| Collini-Center \| \| \| \| Straßenbahn auf der Friedrich-Ebert-Brücke 2 5 7 \| \| \| \| 1,0 \| Lessingstraße \| Lessingstraße \| \| \| 1,7 \| Fernmeldeturm \| Fernmeldeturm \| \| \| \| Bahnstrecke Mannheim–Frankfurt \| \| \| \| 3,2 \| Holbeinstraße \| Holbeinstraße \| \| \| \| Straßenbahn durch die Dürerstraße 6 9 \| \| \| \| 4,1 \| Neuostheim \| Neuostheim \| \| \| \| Wendeschleife \| \| \| \| \| Straßenbahn von/zur SAP-Arena 6 \| \| \| \| 4,95 \| Duale Hochschule \| Duale Hochschule \| \| \| \| A 6 \| \| \| \| 6,6 \| Pforzheimer Straße \| Pforzheimer Straße \| \| \| 6,7 \| Deutscher Hof \| Deutscher Hof \| \| \| 7,2 \| Seckenheim Rathaus \| Seckenheim Rathaus \| \| \| 7,96,6 \| Seckenheim OEG \| Seckenheim OEG \| \| \| \| \| \| \| \| \| Bahnstrecke Frankfurt am Main–Heidelberg \| \| \| \| 3,9 \| Neckarhausen \| Neckarhausen \| \| \| \| Neckarhausen Haltepunkt \| \| \| \| 9,9 \| Neu-Edingen Gewerbegebiet \| Neu-Edingen Gewerbegebiet \| \| \| 11,1 \| Edingen West \| Edingen West \| \| \| \| Pfälzer Hof \| \| \| \| \| Edingen Rathaus \| \| \| \| 1,2 \| Edingen Ort (Edingen Brauerei) \| Edingen Ort (Edingen Brauerei) \| \| \| 0,012,1 \| Edingen (Baden) \| Edingen (Baden) \| \| \| \| (Streckenverlegung 1929) \| \| \| \| \| A 5 \| \| \| \| 14,5 \| Taubenfeld \| Taubenfeld \| \| \| \| \| \| \| \| 15,2 \| Wieblingen Mitte \| Wieblingen Mitte \| \| \| 16,2 \| SRH Campus \| SRH Campus \| \| \| \| A 656 \| \| \| \| \| (Streckenverlegung 1913) \| \| \| \| 17,0 \| Ochsenkopf (seit 1955[1]) \| Ochsenkopf (seit 1955[1]) \| \| \| 17,6 \| Berufsschule \| Berufsschule \| \| \| \| (Streckenverlegung 1993) \| \| \| \| \| Güterstrecke nach Schriesheim \| \| \| \| \| Anschlussgleis von Heidelberg Rbf \| \| \| \| 17,9 \| Heidelberg Gbf OEG (1913–1993) \| Heidelberg Gbf OEG (1913–1993) \| \| \| 18,1 \| Gneisenaustraße Süd \| Gneisenaustraße Süd \| \| \| \| ehem. Systemwechsel ESBO/BOStrab \| \| \| \| \| Blücherstraße \| \| \| \| \| Straßenbahn von Bahnstadt 26 \| \| \| \| \| ehem. Straßenbahn von Wieblingen \| \| \| \| \| Heidelberg Gbf OEG (bis 1913) \| \| \| \| \| Systemwechsel ESBO/BOStrab \| \| \| \| \| Heidelberg Hbf West \| \| \| \| \| \| \| \| \| \| bis 1913 Eisenbahnstrecke durch die Nadlerstraße,[2] seit 1956 Straßenbahn durch die Karl-Metz-Straße \| \| \| \| \| \| \| \| \| \| Betriebshof \| \| \| \| \| Heidelberg Hbf (Nord) \| \| \| \| \| Straßenbahn durch die Berliner Straße 21 24 \| \| \| \| \| Stadtwerke \| \| \| \| \| Volkshochschule \| \| \| \| \| \| \| \| \| \| Römerkreis: Straßenbahn zum Bergfriedhof und zur Montpellierbrücke (Bahnstadt bzw. Rohrbach) 23 24 22 \| \| \| \| \| \| \| \| \| \| Römerstraße \| \| \| \| \| Stadtbücherei \| \| \| \| \| Altes Hallenbad \| \| \| \| \| Poststraße \| \| \| \| \| Seegarten \| \| \| \| \| ehem. Straßenbahn durch die Rohrbacher Straße \| \| \| \| \| Adenauerplatz (Linie 5: Kein Halt) \| \| \| \| \| Straßenbahn durch die Kurfürstenanlage \| \| \| \| 20,0 \| Bismarckplatz 9 21 22 26 \| Bismarckplatz 9 21 22 26 \| \| \| \| ehem. Straßenbahn durch die Hauptstraße \| \| \| \| \| Theodor-Heuss-Brücke, Neckar \| \| \| \| \| nach Handschuhsheim – Weinheim 5 23 \| \| |                                                 | | |
| Kopfbahnhof Streckenanfang | 0,0                                             | Mannheim Kurpfalzbrücke                                                                               | Mannheim Kurpfalzbrücke                                                                               |
| Abzweig mit U-Bahn geradeaus und ehemals von rechts |                                                 | ehem. Straßenbahn vom Friedrichsring                                                                  | ehem. Straßenbahn vom Friedrichsring                                                                  |
| Abzweig mit U-Bahn geradeaus und von rechts |                                                 | Straßenbahn vom Friedrichsring 5                                                                      | Straßenbahn vom Friedrichsring 5                                                                      |
| Haltepunkt / Haltestelle | 0,4                                             | Collini-Center                                                                                        | Collini-Center                                                                                        |
| Kreuzung mit U-Bahn geradeaus unten |                                                 | Straßenbahn auf der Friedrich-Ebert-Brücke 2 5 7                                                      | Straßenbahn auf der Friedrich-Ebert-Brücke 2 5 7                                                      |
| Haltepunkt / Haltestelle | 1,0                                             | Lessingstraße                                                                                         | Lessingstraße                                                                                         |
| Haltepunkt / Haltestelle | 1,7                                             | Fernmeldeturm                                                                                         | Fernmeldeturm                                                                                         |
| Kreuzung geradeaus unten |                                                 | Bahnstrecke Mannheim–Frankfurt                                                                        | Bahnstrecke Mannheim–Frankfurt                                                                        |
| Haltepunkt / Haltestelle | 3,2                                             | Holbeinstraße                                                                                         | Holbeinstraße                                                                                         |
| U-Bahn-Strecke von rechts · Strecke |                                                 | Straßenbahn durch die Dürerstraße 6 9                                                                 | Straßenbahn durch die Dürerstraße 6 9                                                                 |
| U-Bahn-Bahnhof · Bahnhof | 4,1                                             | Neuostheim                                                                                            | Neuostheim                                                                                            |
| Strecke |                                                 | Wendeschleife                                                                                         | Wendeschleife                                                                                         |
| U-Bahn-Abzweig quer und nach rechts · Abzweig mit U-Bahn geradeaus und von rechts |                                                 | Straßenbahn von/zur SAP-Arena 6                                                                       | Straßenbahn von/zur SAP-Arena 6                                                                       |
| Haltepunkt / Haltestelle | 4,95                                            | Duale Hochschule                                                                                      | Duale Hochschule                                                                                      |
| Strecke mit Straßenbrücke |                                                 | A 6                                                                                                   | A 6                                                                                                   |
| Haltepunkt / Haltestelle | 6,6                                             | Pforzheimer Straße                                                                                    | Pforzheimer Straße                                                                                    |
| Haltepunkt / Haltestelle | 6,7                                             | Deutscher Hof                                                                                         | Deutscher Hof                                                                                         |
| Haltepunkt / Haltestelle | 7,2                                             | Seckenheim Rathaus                                                                                    | Seckenheim Rathaus                                                                                    |
| Bahnhof | 7,96,6                                          | Seckenheim OEG                                                                                        | Seckenheim OEG                                                                                        |
| Strecke von links · Abzweig ehemals geradeaus und nach rechts |                                                 | | |
| Kreuzung geradeaus unten · Kreuzung geradeaus unten (Strecke geradeaus außer Betrieb) |                                                 | Bahnstrecke Frankfurt am Main–Heidelberg                                                              | Bahnstrecke Frankfurt am Main–Heidelberg                                                              |
| Strecke · Bahnhof (Strecke außer Betrieb) | 3,9                                             | Neckarhausen                                                                                          | Neckarhausen                                                                                          |
| Strecke · Haltepunkt / Haltestelle (Strecke außer Betrieb) |                                                 | Neckarhausen Haltepunkt                                                                               | Neckarhausen Haltepunkt                                                                               |
| Haltepunkt / Haltestelle · Strecke (außer Betrieb) | 9,9                                             | Neu-Edingen Gewerbegebiet                                                                             | Neu-Edingen Gewerbegebiet                                                                             |
| Haltepunkt / Haltestelle · Strecke (außer Betrieb) | 11,1                                            | Edingen West                                                                                          | Edingen West                                                                                          |
| Strecke · Haltepunkt / Haltestelle (Strecke außer Betrieb) |                                                 | Pfälzer Hof                                                                                           | Pfälzer Hof                                                                                           |
| Strecke · Haltepunkt / Haltestelle (Strecke außer Betrieb) |                                                 | Edingen Rathaus                                                                                       | Edingen Rathaus                                                                                       |
| Strecke · Bahnhof (Strecke außer Betrieb) | 1,2                                             | Edingen Ort (Edingen Brauerei)                                                                        | Edingen Ort (Edingen Brauerei)                                                                        |
| Bahnhof · Strecke (außer Betrieb) | 0,012,1                                         | Edingen (Baden)                                                                                       | Edingen (Baden)                                                                                       |
| Abzweig geradeaus, ehemals nach links und ehemals von links · Abzweig geradeaus und nach rechts (Strecke außer Betrieb) |                                                 | (Streckenverlegung 1929)                                                                              | (Streckenverlegung 1929)                                                                              |
| Strecke mit Straßenbrücke · Strecke mit Straßenbrücke (Strecke außer Betrieb) |                                                 | A 5                                                                                                   | A 5                                                                                                   |
| Haltepunkt / Haltestelle · Strecke (außer Betrieb) | 14,5                                            | Taubenfeld                                                                                            | Taubenfeld                                                                                            |
| Verschwenkung nach links · Verschwenkung nach rechts (Strecke außer Betrieb) |                                                 | | |
| Bahnhof | 15,2                                            | Wieblingen Mitte                                                                                      | Wieblingen Mitte                                                                                      |
| Haltepunkt / Haltestelle | 16,2                                            | SRH Campus                                                                                            | SRH Campus                                                                                            |
| Strecke mit Straßenbrücke |                                                 | A 656                                                                                                 | A 656                                                                                                 |
| Verschwenkung von links (Strecke außer Betrieb) · Verschwenkung von rechts |                                                 | (Streckenverlegung 1913)                                                                              | (Streckenverlegung 1913)                                                                              |
| Strecke (außer Betrieb) · Haltepunkt / Haltestelle | 17,0                                            | Ochsenkopf (seit 1955)                                                                                | Ochsenkopf (seit 1955)                                                                                |
| Strecke (außer Betrieb) · Bahnhof | 17,6                                            | Berufsschule                                                                                          | Berufsschule                                                                                          |
| Verschwenkung von links (Strecke außer Betrieb) · Verschwenkung von links · Verschwenkung von rechts (Strecke außer Betrieb) |                                                 | (Streckenverlegung 1993)                                                                              | (Streckenverlegung 1993)                                                                              |
| Strecke (außer Betrieb) · Strecke · Abzweig geradeaus, nach links und von links (Strecke außer Betrieb) |                                                 | Güterstrecke nach Schriesheim                                                                         | Güterstrecke nach Schriesheim                                                                         |
| Strecke (außer Betrieb) · Strecke · Abzweig geradeaus und von rechts (Strecke außer Betrieb) |                                                 | Anschlussgleis von Heidelberg Rbf                                                                     | Anschlussgleis von Heidelberg Rbf                                                                     |
| Strecke (außer Betrieb) · Strecke · Dienststation / Betriebs- oder Güterbahnhof (Strecke außer Betrieb) | 17,9                                            | Heidelberg Gbf OEG (1913–1993)                                                                        | Heidelberg Gbf OEG (1913–1993)                                                                        |
| Strecke (außer Betrieb) · Haltepunkt / Haltestelle · Strecke (außer Betrieb) | 18,1                                            | Gneisenaustraße Süd                                                                                   | Gneisenaustraße Süd                                                                                   |
| Strecke (außer Betrieb) · Strecke · Grenze mit U-Bahn (Strecke außer Betrieb) |                                                 | ehem. Systemwechsel ESBO/BOStrab                                                                      | ehem. Systemwechsel ESBO/BOStrab                                                                      |
| Strecke (außer Betrieb) · Strecke · U-Bahn-Haltepunkt / Haltestelle (Strecke außer Betrieb) |                                                 | Blücherstraße                                                                                         | Blücherstraße                                                                                         |
| Strecke (außer Betrieb) · Kreuzung mit U-Bahn geradeaus unten · U-Bahn-Abzweig ehemals geradeaus und von rechts |                                                 | Straßenbahn von Bahnstadt 26                                                                          | Straßenbahn von Bahnstadt 26                                                                          |
| Strecke (außer Betrieb) · Strecke · U-Bahn-Abzweig geradeaus und ehemals von links |                                                 | ehem. Straßenbahn von Wieblingen                                                                      | ehem. Straßenbahn von Wieblingen                                                                      |
| Dienststation / Betriebs- oder Güterbahnhof (Strecke außer Betrieb) · Strecke · U-Bahn-Strecke |                                                 | Heidelberg Gbf OEG (bis 1913)                                                                         | Heidelberg Gbf OEG (bis 1913)                                                                         |
| Strecke (außer Betrieb) · Grenze mit U-Bahn · U-Bahn-Strecke |                                                 | Systemwechsel ESBO/BOStrab                                                                            | Systemwechsel ESBO/BOStrab                                                                            |
| Strecke (außer Betrieb) · U-Bahn-Haltepunkt / Haltestelle · U-Bahn-Strecke |                                                 | Heidelberg Hbf West                                                                                   | Heidelberg Hbf West                                                                                   |
| |                                                 | | |
| Strecke nach links (außer Betrieb) · U-Bahn-Kreuzung mit Eisenbahn links (Querstrecke außer Betrieb) · U-Bahn-Abzweig geradeaus, nach rechts und von rechts |                                                 | bis 1913 Eisenbahnstrecke durch die Nadlerstraße, seit 1956 Straßenbahn durch die Karl-Metz-Straße    | bis 1913 Eisenbahnstrecke durch die Nadlerstraße, seit 1956 Straßenbahn durch die Karl-Metz-Straße    |
| |                                                 | | |
| U-Bahn-Strecke · U-Bahn-Haltepunkt / Haltestelle |                                                 | Betriebshof                                                                                           | Betriebshof                                                                                           |
| U-Bahn-Bahnhof · U-Bahn-Strecke |                                                 | Heidelberg Hbf (Nord)                                                                                 | Heidelberg Hbf (Nord)                                                                                 |
| U-Bahn-Strecke · U-Bahn-Abzweig geradeaus, nach links und von links |                                                 | Straßenbahn durch die Berliner Straße 21 24                                                           | Straßenbahn durch die Berliner Straße 21 24                                                           |
| U-Bahn-Haltepunkt / Haltestelle · U-Bahn-Strecke |                                                 | Stadtwerke                                                                                            | Stadtwerke                                                                                            |
| U-Bahn-Strecke · U-Bahn-Haltepunkt / Haltestelle |                                                 | Volkshochschule                                                                                       | Volkshochschule                                                                                       |
| |                                                 | | |
| U-Bahn-Abzweig geradeaus, nach rechts und von rechts · U-Bahn-Strecke |                                                 | Römerkreis: Straßenbahn zum Bergfriedhof und zur Montpellierbrücke (Bahnstadt bzw. Rohrbach) 23 24 22 | Römerkreis: Straßenbahn zum Bergfriedhof und zur Montpellierbrücke (Bahnstadt bzw. Rohrbach) 23 24 22 |
| |                                                 | | |
| U-Bahn-Strecke · U-Bahn-Haltepunkt / Haltestelle |                                                 | Römerstraße                                                                                           | Römerstraße                                                                                           |
| U-Bahn-Haltepunkt / Haltestelle · U-Bahn-Strecke |                                                 | Stadtbücherei                                                                                         | Stadtbücherei                                                                                         |
| U-Bahn-Strecke · U-Bahn-Haltepunkt / Haltestelle |                                                 | Altes Hallenbad                                                                                       | Altes Hallenbad                                                                                       |
| ehemaliger U-Bahn-Haltepunkt / Haltestelle · U-Bahn-Strecke |                                                 | Poststraße                                                                                            | Poststraße                                                                                            |
| U-Bahn-Haltepunkt / Haltestelle · U-Bahn-Strecke |                                                 | Seegarten                                                                                             | Seegarten                                                                                             |
| U-Bahn-Abzweig geradeaus und ehemals von rechts · U-Bahn-Strecke |                                                 | ehem. Straßenbahn durch die Rohrbacher Straße                                                         | ehem. Straßenbahn durch die Rohrbacher Straße                                                         |
| ehemaliger U-Bahn-Haltepunkt / Haltestelle · U-Bahn-Strecke |                                                 | Adenauerplatz (Linie 5: Kein Halt)                                                                    | Adenauerplatz (Linie 5: Kein Halt)                                                                    |
| U-Bahn-Strecke nach links · U-Bahn-Abzweig geradeaus, nach rechts und von rechts |                                                 | Straßenbahn durch die Kurfürstenanlage                                                                | Straßenbahn durch die Kurfürstenanlage                                                                |
| U-Bahn-Bahnhof | 20,0                                            | Bismarckplatz 9 21 22 26                                                                              | Bismarckplatz 9 21 22 26                                                                              |
| U-Bahn-Abzweig geradeaus und ehemals nach rechts |                                                 | ehem. Straßenbahn durch die Hauptstraße                                                               | ehem. Straßenbahn durch die Hauptstraße                                                               |
| U-Bahn-Brücke über Wasserlauf |                                                 | Theodor-Heuss-Brücke, Neckar                                                                          | Theodor-Heuss-Brücke, Neckar                                                                          |
| U-Bahn-Strecke |                                                 | nach Handschuhsheim – Weinheim 5 23                                                                   | nach Handschuhsheim – Weinheim 5 23                                                                   |

Die Bahnstrecke Mannheim Kurpfalzbrücke–Heidelberg ist eine von der RNV, früher von der Oberrheinischen Eisenbahn-Gesellschaft AG (OEG), nach der Eisenbahn-Bau- und Betriebsordnung für Schmalspurbahnen (ESBO) betriebene, meterspurige Eisenbahnstrecke zwischen Mannheim-Innenstadt und Heidelberg-Bergheim. Die Strecke verbindet das Mannheimer Straßenbahnnetz mit dem Heidelberger Straßenbahnnetz. Sie befindet sich jedoch weiterhin im Eigentum der MVV Verkehr AG, die Nachfolgerin der OEG ist. Sie ist eine Nebenbahn, als Betriebsverfahren wird elektronisch Signalisierter Zugleitbetrieb angewendet.

## Geschichte

### Die ersten Betriebsjahre

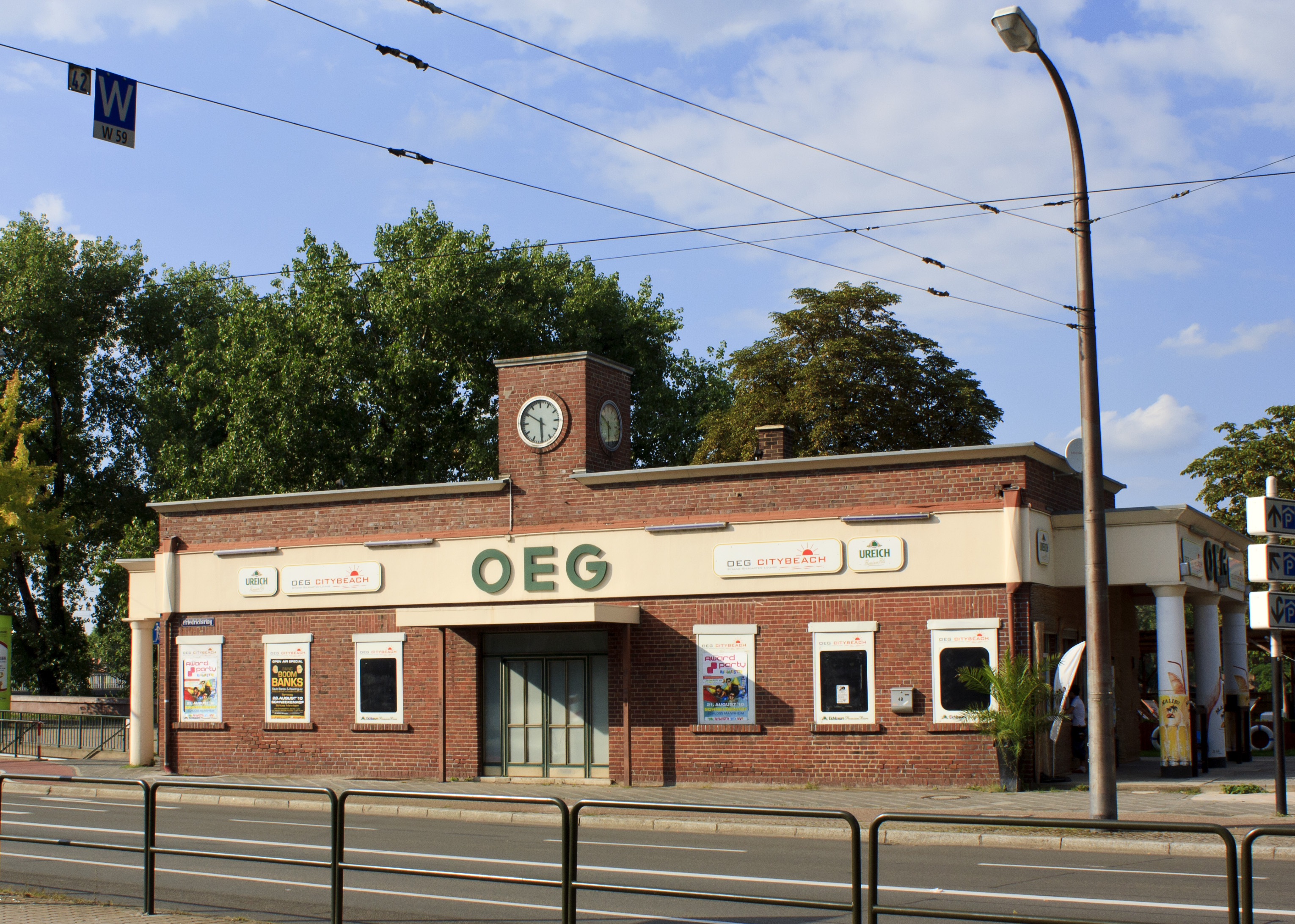
Bahnhof Mannheim Kurpfalzbrücke, eröffnet 1891

Obwohl Mannheim und Heidelberg seit 1840 durch die Rheintalbahn verbunden waren, gab es in den 1880er Jahren Bestrebungen, eine schmalspurige Eisenbahn zwischen diesen Städten zu errichten, um auch die kleineren Orte entlang des Neckars an die Eisenbahn anzubinden.
Das Konsortium Centralverwaltung für Secundairbahnen Herrmann Bachstein, das 1890 die Strecke von Weinheim entlang der Bergstraße nach Heidelberg eröffnete, nahm am 6. Juni 1891 zuerst die Fortführung von Heidelberg nach Edingen und am 13. Juli auch die Reststrecke über Neckarhausen und Seckenheim nach Mannheim in Betrieb.
1892 wurde die bestehende Lücke zwischen den beiden OEG-Bahnhöfen in Mannheim (Weinheimer Bahnhof an der Bahnstrecke Mannheim–Weinheim nördlich des Neckars und Heidelberger Bahnhof südlich des Neckars) geschlossen. Diese Verbindung über die Friedrichsbrücke (heute Kurpfalzbrücke) wurde allerdings nur innerbetrieblich genutzt.

### Übernahme durch die SEG
1895 gründete Bachstein die Süddeutsche Eisenbahn-Gesellschaft AG (SEG), in deren Besitz auch die Mannheim-Weinheim-Heidelberg-Mannheimer Eisenbahn (MWHME) im Jahr 1897 überging.
Um einen direkten Anschluss der Schriesheimer und Dossenheimer Steinbrüche zu ermöglichen, wurde 1906 eine reine Güterbahnstrecke vom Heidelberger SEG-Güterbahnhof über eine eigene Neckarbrücke durch das Neuenheimer Feld bis Dossenheim und weiter nach Schriesheim eröffnet, so dass die Güterzüge nicht mehr durch die Heidelberger Innenstadt fahren mussten. Diese Strecke war mit einem Dreischienengleis in Meterspur und Normalspur befahrbar, wobei einige Bahnhöfe und Firmenanschlussgleise nur in Normalspur gebaut waren.
Im Jahr 1913 gab es erste Veränderungen der Streckenführung in Heidelberg. Bis dahin führte die Strecke vom OEG-Bahnhof aus durch die Bergheimer Straße, um dann in die Karl-Metz-Straße abzubiegen. Am Ende der Straße befanden sich die Gleise der Staatsbahn, denen die Strecke bis zum Ochsenkopf nach Westen folgte. Wegen der geplanten Verlegung des Heidelberger Hauptbahnhofs sollte die Strecke von dort wegverlegt werden. Sie führte seitdem durch die Blücherstraße bis zum Ochsenkopf. Gleichzeitig wurde auch der OEG-Güterbahnhof Heidelberg vom südlichen Ende der Karl-Metz-Straße zum langjährigen Standort am Ende der Güterstrecke durchs Neuenheimer Feld verlegt. Die verlegten Anlagen wurden am 10. August 1913 eröffnet.
Durch den Ersten Weltkrieg verzögerte sich zunächst der geplante elektrische Ausbau der Strecke. Erst am 15. Mai 1928 wurde die Strecke Mannheim–Seckenheim–Neckarhausen–Edingen elektrifiziert und zwischen Seckenheim und Mannheim zweigleisig ausgebaut. In Mannheim entstand an der Kurpfalzbrücke der OEG-Bahnhof Kurpfalzbrücke („Heidelberger Bahnhof“), von dem aus Verbindungsgleise zum Mannheimer Straßenbahnnetz führten.
Ein Teil der OEG-Züge wurde nun über Paradeplatz–Schloss–Bismarckstraße zum Mannheimer Hauptbahnhofsvorplatz durchgebunden (mit einer Gleisverbindung durch die Tattersallstraße zur Bismarckstraße). Diese Durchbindung wurde 1943 nach verheerenden Bombenangriffen durch die Alliierten eingestellt.
Ebenfalls im Jahr 1928 entstand zwischen Seckenheim und Wieblingen südlich an Edingen entlang zusätzlich eine direkte, zweigleisige, elektrifizierte Strecke; diese wurde am 6. Oktober 1929 eröffnet und war etwa sechs Kilometer kürzer als die (bis 1969 weiter betriebene) eingleisige Strecke durch Neckarhausen. Der ursprüngliche Streckenabschnitt Edingen–Wieblingen entlang der Überlandstraße wurde am 28. Oktober 1928 durch eine zweigleisige und elektrifizierte neue Strecke ersetzt; der Streckenabschnitt Wieblingen–Heidelberg wurde zeitgleich zweigleisig und elektrifiziert.
Zusammen mit der Elektrifizierung und der Neubaustrecke wurde der Bahnhof Edingen (Baden) an den heutigen Standort verlegt und eine neue Wagenhalle errichtet.
1929 begann der Gemeinschaftsbetrieb mit der HSB.

### Nach dem Zweiten Weltkrieg

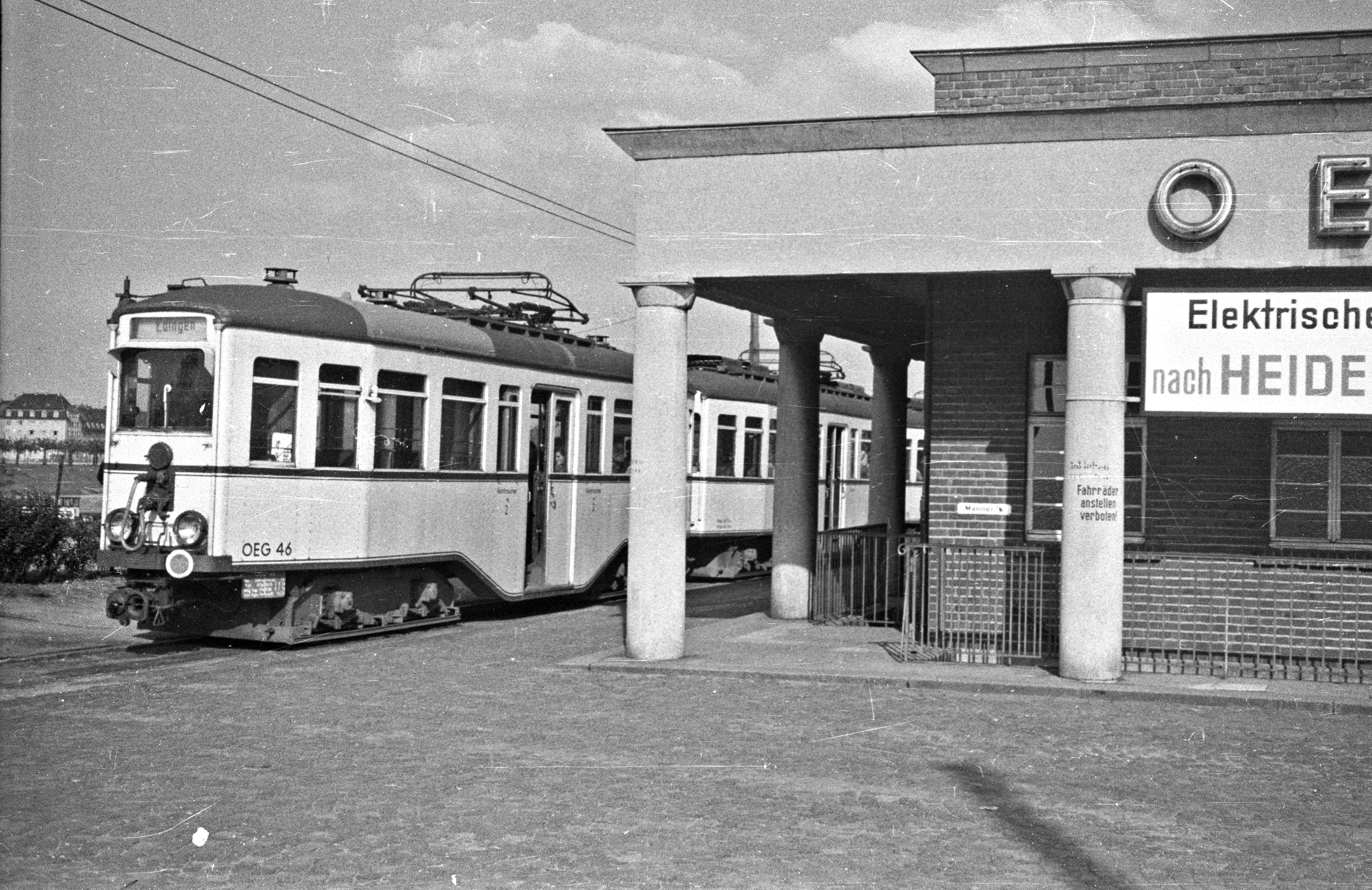
OEG-Bahnhof an der Kurpfalzbrücke in den 1950er Jahren

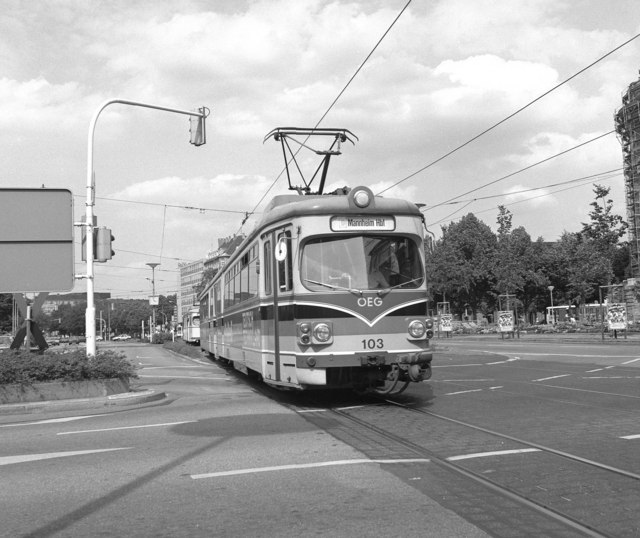
OEG-Zug am Mannheimer Friedrichsring (1986)

1960 begann man, die örtlichen Stellwerke durch einen automatischen Streckenblock zu ersetzen. Die erste Strecke war die von Mannheim nach Seckenheim. In den nächsten Jahren wurden die Strecken vom Stellwerk Edingen aus gesteuert.
Da die Strecke Seckenheim–Neckarhausen–Edingen aufgrund der 1928/29 gebauten direkten Strecke nun weniger frequentiert war, folgte im 1. Juni 1969 die Einstellung zugunsten einer parallelen Buslinie. Die Kilometersteine auf dem Neckardamm in Neckarhausen sind heute noch sichtbar.
Am 10. April 1989 wurde der Haltepunkt Neu-Edingen in Betrieb genommen.
Nach bereits 1983 begonnenen Planungen bekam die OEG 1993 in Heidelberg eine neue Streckenführung: Statt über die Bergheimer Straße fährt sie nun über die Straßenbahnstrecke durch die Kurfürstenanlage den Hauptbahnhof an. Dafür wurde eine neue Strecke gebaut, die aus Richtung Wieblingen kommend kurz vor dem ehemaligen – zur gleichen Zeit teilweise abgerissen – OEG-Güterbahnhof beginnt, unter der Czernybrücke hindurchführt und am Hauptbahnhof an die bestehende Straßenbahnstrecke anschließt.
Am Freitag, dem 7. Mai 1993, wurde der Abschnitt Berufsschule – Alter Güterbahnhof stillgelegt. In der auf den Sonntag folgenden Nacht wurde der Abschnitt Güterbahnhof – Blücherstraße stillgelegt und das Richtungsgleis Berufsschule – Hauptbahnhof in Betrieb genommen. Am Freitag der nächsten Woche folgte die Stilllegung des Abschnitts Blücherstraße – Berufsschule, am folgenden Montag, 17. Mai die Inbetriebnahme des Gleises Hauptbahnhof – Berufsschule. Das Gelände des Güterbahnhofs wurde am 17. August 1998 entwidmet. Die Anfang September 1986 bei der Anpassung an die neue Czernybrücke erneuerten OEG-Weichen an der Blücherstraße wurden erst Ende November 2004 abgebaut, die Gleise in den an die Blücherstraße angrenzenden Kreuzungsbereichen im Oktober 2007 wurde.
1995 wurde das Konzept MVG 2000 umgesetzt, das auch für die OEG große Veränderungen brachte. Endeten bisher die Züge aus Richtung Weinheim am Vorplatz des Mannheimer Hauptbahnhofs und aus Richtung Heidelberg im Bahnhof Mannheim Kurpfalzbrücke, so wurde nun mit Führung der Züge durch die Mannheimer Innenstadt der Ring geschlossen. Um dies zu erreichen, wurde eine kurze Verbindungsstrecke gebaut, die vor dem Collini-Center unter Umgehung des Bahnhofes Kurpfalzbrücke abzweigt und in die Straßenbahnstrecke im Friedrichsring mündet. Damit wurde eine Verbindung wiederhergestellt, die es in ähnlicher Form bis 1928 bzw. 1974 bereits gegeben hatte. Die OEG wurde in das Mannheimer Straßenbahnliniennetz integriert und führte nun die Linienbezeichnung 5R und nur 5 für Fahrten auf dem Abschnitt Käfertal–Mannheim Hauptbahnhof–Edingen.
Die Anbindung der OEG an die beiden Hauptbahnhöfe der Deutschen Bahn in Mannheim und Heidelberg erfolgte also innerhalb weniger Jahre.
Als Folge des Ausbaus wurde die OEG ab Juni 1999 auch in Heidelberg als vollwertige Linie ins Straßenbahnnetz integriert.
Die Heidelberger Haltestelle Adenauerplatz zwischen Bismarckplatz und Poststraße wurde allerdings bis zu ihrer Aufhebung im Jahr 2015 wegen des geringen Abstands zu den benachbarten Haltestellen nicht von der OEG bedient.

### Übergang in die RNV und Modernisierungen ab 2005
Seit der Vereinheitlichung der Linienbezeichnungen im Gebiet der RNV am 10. Dezember 2006 trägt die OEG auf ihrer gesamten Fahrtstrecke die Bezeichnung 5.
Seit 2010 wurden die kompletten Signalanlagen und Stellwerkstechniken erneuert. Im Betriebshof Möhlstraße in Mannheim wurde eine das gesamte Verkehrsgebiet der Rhein-Neckar-Verkehr GmbH abdeckende Betriebsleitstelle gebaut. Dabei erfolgt auch die Umstellung auf elektronische Stellwerkstechnik. Am 10. März 2011 erfolgte die Umschaltung des Stellwerks Edingen in die zentrale Leitstelle, sodass nach Schriesheim nun auch dieser Bahnhof unbesetzt ist.

## Betriebsstellen
| vorher                 | nachher           | wann               |
| ---------------------- | ----------------- | ------------------ |
| Schlachthaus           | Mittermaierstraße | zw. 1934 und 1944? |
| Lessingschule          | Lessingstraße     | ?                  |
| Seckenheim Schloß      | ?                 | ?                  |
| Friedrichsbrücke       | Kurpfalzbrücke    |                    |
| Mittermaierstraße      | Betriebshof       |                    |
| Wieblingen Süd         | Fachhochschule    | 2005               |
| Mühlfeld               | Berufsakademie    | 2006               |
| Berufsakademie         | Duale Hochschule  | Juni 2009          |
| Wieblingen OEG-Bahnhof | Wieblingen Mitte  | Juni 2010          |
| Fachhochschule         | SRH Campus        | Dezember 2016      |

### Bahnhof Neuostheim
Im Bahnhof Neuostheim besteht ein Anschluss zur Mannheimer Straßenbahn. Ursprünglich diente dieser nur Übergabefahrten von und zur Zentralwerkstatt im Betriebshof Möhlstraße; für die Straßenbahn bestand eine separate Endschleife jenseits der Seckenheimer Landstraße. Mit dem Umbau in den Jahren 2005 und 2006 wurden die Gleise von Straßenbahn und OEG im nunmehr viergleisig ausgebauten Bahnhof Neuostheim zusammengefasst, wo gleichzeitig ein Busbahnhof angelegt wurde. Die Signaltechnik des Bahnhofs Neuostheim lässt nun auch planmäßig durchgehende Fahrten zwischen den beiden Betriebsteilen zu, was für einzelne Fahrten in der Frühspitze und die Expresszüge der Linie 9 zwischen Heidelberg und Bad Dürkheim genutzt wird. Als Besonderheit sind auch die beiden Gleise der Straßenbahn im Bahnhof Neuostheim mit Signalen nach dem Ks-Signalsystem gesichert. In Neuostheim zweigt seit 2005 auch die neu gebaute Straßenbahnstrecke zum Maimarktgelände und der SAP Arena, der Stadtbahnring Ost ab.

### Bahnhof Mannheim-Seckenheim Ort
Der Bahnhof Mannheim-Seckenheim war der Ausgangspunkt der eingleisigen Strecke Seckenheim – Neckarhausen – Edingen, was bis 1928 der ursprünglichen Streckenführung von Seckenheim nach Edingen entsprach. Mit der Elektrifizierung im Jahr 1928 wurde die heute noch befahrene zweigleisige, weitgehend geradlinige Verbindung zwischen Seckenheim und Edingen neu gebaut und der Bahnhof Seckenheim wurde zum Abzweigbahnhof. Die ursprüngliche Strecke über Neckarhausen wurde 1969 stillgelegt und in der Folge abgebaut. Aus Richtung Heidelberg war bis zum Bahnhof Seckenheim der Betrieb mit Regelspurwagen auf Rollböcken möglich, wovon bis Mitte der 1980er Jahre insbesondere während der Zuckerrübenkampagne Gebrauch gemacht wurde. Während des barrierefreien Umbaus im Jahr 2007 wurde der Bahnhof auf drei Gleise zurückgebaut. Nur das mittlere Gleis ist von beiden Streckengleisen aus erreichbar, und nur von diesem aus das Abstellstumpfgleis im südöstlichen Bahnhofskopf. Das frühere Bahnhofsgebäude dient als Wohnhaus und als Stützpunkt des Ortsvereins Seckenheim des Deutschen Roten Kreuzes.

### Bahnhof Wieblingen Mitte
Bis 2010 führte der Bahnhof den Namen Heidelberg-Wieblingen Ort. Hier existierten bis ca. 1980 umfangreiche Gleisanlagen für den Güterverkehr. Südlich der beiden Hauptgleise 1 und 2 befanden sich die Nebengleise 3 bis 5 nebst einer Gleiswaage. Das Gleis 3 setzte sich in westlicher Richtung als Anschluss Weißenfels fort. Nördlich der Hauptgleise befanden sich die Stumpfgleise 6 und 7 als Lade- und Abstellgleise am Güterschuppen. Mit dem Rückgang des Güterverkehrs wurden zunächst die südlichen Gütergleise entfernt, das Gelände ist mittlerweile komplett mit Wohngebäuden bebaut. Die nördlichen Gütergleise blieben über eine Weiche an die Hauptgleise angeschlossen, wurden aber seit 1986 kaum noch benutzt. Bei der Umstellung der Stellwerkstechnik auf ESTW im Jahr 2010 wurde die Anschlussweiche entfernt, sodass der Bahnhof heute nur noch über einen Gleiswechsel zwischen den beiden Hauptgleisen verfügt. Das Bahnhofsgebäude war Mitte der 1950er Jahre als zeitgenössischer Flachbau (ähnlich wie Weinheim-Blumenstraße, Heidelberg-Handschuhsheim und Neckarhausen) neu errichtet worden und wurde Anfang des Jahres 2008 abgerissen. Inzwischen wurde auch dieses Gelände bebaut.

### Heidelberg Gbf

#### Meterspur 1960
Nördlich der beiden durchgehenden Hauptgleise befanden sich die Gleise 3 und 4, vom östlichen Ende letzterens konnte das Gleis 5 am Kohlenbansen erreicht werden. Südlich befanden sich die Gleise 10 und 11, das Stellwerksgebäude, das Gleis 12 mit den daran anschließenden Gleisen 15, 16 und 17 am Güterschuppen, sowie die Gleise 13, 14 und 18 zu den Rollbockgruben.
Westlich der höhengleichen Kreuzung des Regelspurgleises 20 befand sich als Verlängerung des Gleises 10 das Nebengleis 9, von dem aus sonst lediglich das Gleis 8 erreichbar war. In diesem Bereich befanden sich auch die Streckengleise 7 (Heidelberg–Schriesheim) und 6 (Schriesheim–Wieblingen). Letzteres endete im Bereich der Anschlussstelle der Heinstein-Werke.

#### Regelspur 1960
Der OEG-Güterbahnhof war von der Bundesbahnstrecke Mannheim–Heidelberg aus erreichbar über das Bundesbahn-Gleis 47. Dort befand sich die Anschlussweiche zur dreigleisigen Übergabegruppe der OEG, von der aus das Gleis 20 zur dreischienigen Strecke nach Schriesheim erreichbar war.
Vom Gleis 3 der Übergabegruppe aus erreichte man die Gleise 4 und 5 am Güterschuppen nordöstlich der Übergabegruppe, von denen aus die Gleise 8, 6 und 7 (von Süd nach Nord) erreicht werden konnten, die an den Rollbockgruben (Schmalspurgleise 18, 14 und 13) endeten.

### Bismarckplatz
Zusammen mit der Elektrifizierung der Strecke aus Edingen wurde Ende 1928 eine Wendeschleife in Betrieb genommen, die 1972 bei der Umgestaltung des Bismarckplatzes stillgelegt wurde.
Am 24. April 1978 wurden die OEG-eigenen Gleise am Bismarckplatz gesperrt und damit die Wendemöglichkeit für aus Handschuhsheim kommende Züge abgeschafft. Bis am 24. Juli die neuen gemeinsamen Gleise in Betrieb genommen wurden, fuhren die OEG-Züge daraufhin über die alten HSB-Gleise. Ab dem 6. November war auch wieder ein Umsetzgleis für aus Süden kommende Züge verfügbar.

## Verkehr
Ursprünglich war der Personenverkehr auf der Strecke eine von vier unabhängig voneinander betriebenen OEG-Linien und wurde als Linie B bezeichnet. Die Wagenhalle befand sich in Edingen.
Nach der Elektrifizierung im Jahr 1929 fuhren Eilzüge von Heidelberg Bismarckplatz nach Mannheim Hbf in 43 Minuten.
Es gab stündliche Fernzüge ohne Halt zwischen Kurpfalzbrücke und Bismarckplatz, stündliche Eilzüge mit Halt in Neuostheim, Seckenheim Rathaus, Edingen und Wieblingen, sowie Züge über Neckarhausen mit Halt überall. An Sonn- und Feiertagen fuhren frühnachmittags und abends zusätzliche Eilzüge, durch die sich ein Viertelstundentakt ergab.
Ab dem 6. September 1943 endeten nach Bombenangriffen im Krieg die Züge in Mannheim Kurpfalzbrücke und fuhren nicht mehr in die Innenstadt. Am 26. März 1945 wurde der Betrieb kriegsbedingt eingestellt. Zuerst wurde er am 1. Juli von Seckenheim nach Neckarhausen und direkt über Edingen nach Heidelberg wiederaufgenommen. Am 15. Juli folgte der Abschnitt Neuostheim–Seckenheim, am 12. November die Abschnitte Lessingschule–Neuostheim und Neckarhausen–Edingen, am 23. Mai 1946 der letzte Abschnitt bis Kurpfalzbrücke.
Am 1. April 1946 wurde auf der Strecke ein 20-Minuten-Takt eingeführt.
Ab 2. Juni 1957 fuhren die Züge im 24-Minuten-Takt.
Am 26. Mai 1963 wurden auf dieser Strecke als letzter OEG-Linie die Bereiche erster Wagenklasse abgeschafft. Zeitgleich wurden auch die Eilzüge abgeschafft, nachdem zuvor nur noch morgens ein Eilzug von Heidelberg nach Mannheim fuhr.
1974 wurde ein Gemeinschaftstarif mit der Straßenbahn Heidelberg eingeführt.
Nach der vollständigen Elektrifizierung des OEG-Streckendreiecks Mannheim–Heidelberg–Weinheim–Mannheim 1956 wurden die Züge in Weinheim durchgebunden, jeder zweite Zug fuhr auch in Heidelberg weiter, so dass sogenannte „Rundfahrt“-Züge entstanden. Ab 30. Mai 1965 erfolgte die generelle Durchbindung auch in Heidelberg, so dass seit dieser Zeit bis auf Verdichtungszüge alle Züge Rundfahrten sind. Eine Rundfahrt dauerte 122 Minuten. Somit ergaben sich auf der Strecke die beiden Linien
- A Mannheim Hbf–Käfertal–Weinheim–Heidelberg–Seckenheim–Kurpfalzbrücke und
- B Kurpfalzbrücke–Seckenheim.

Zum 25. September 1966 wurde der Halbstundentakt eingeführt. Auf der Neckarhäuser Strecke fuhren die Züge im Stundentakt und von Seckenheim aus weiter nach Mannheim Kurpfalzbrücke. Zwischen Mannheim Kurpfalzbrücke und Seckenheim gab es zusätzlich Züge, durch die auf diesem Abschnitt ein Viertelstundentakt bestand. Bis zum 20. Oktober kam es wegen der mit nur 6 Minuten kurzen Wendezeit in Mannheim Kurpfalzbrücke zu erheblichen Verspätungen. Daraufhin wurden zum 23. Oktober die Umläufe geändert und durch nicht-linienreines Wenden in Mannheim Kurpfalzbrücke die Wendezeit dort auf 21 Minuten verlängert.
Vom 1. Juli 1971 bis 31. Juni 1973 galt ein Sparfahrplan mit verschlechtertem Takt. Danach fuhren die Züge wieder im Halbstundentakt, in den Hauptverkehrszeiten im 20-Minuten-Takt, zwischen Kurpfalzbrücke und Seckenheim in den HVZ in einem 5/8/7-Minuten-Takt (ab 18. September 1975 nur noch 13/7-Minuten-Takt). Hiermit wendete auch kein Zug mehr planmäßig am Bismarckplatz, zuvor war es nur noch ein morgendlicher Zug.
Zum 23. Mai 1993 wurde erneut ein Halbstundentakt eingeführt, zwischen Kurpfalzbrücke und Seckenheim gab es zusätzliche Züge. Die Höchstgeschwindigkeit wurde von 60 km/h auf 80 km/h erhöht.
Seit 24. September 1995 wurden die Weinheimer und die Heidelberger Züge auch in Mannheim durchgebunden und fahren aus Edingen über die Breite Straße zum Hauptbahnhof. Seitdem fahren die OEG-Züge also ständig im Kreis, falls sie nicht in Edingen/Schriesheim oder Käfertal/Weinheim wenden. Die nur auf dem Abschnitt Käfertal–Mannheim–Edingen fahrenden Züge wurden als Linie 5 bezeichnet, die Rundfahrten als Linie 5R. Die Linie 5R fuhr von da an im 20-Minuten-Takt (an Wochenenden Halbstundentakt), zwischen Edingen und Käfertal wurde dies durch die Linie 5 auf einen 10-Minuten-Takt (an Sonntagen 15-Minuten-Takt) verdichtet.
Für die komplette Rundfahrt wurden 1995 zunächst 62 und für die Kurzläufer zwischen Käfertal und Edingen 63 als Liniennummern verwendet, so wie es der VRN in seinem verbundweiten Konzept vorsah. Da die MVV innerhalb Mannheims jedoch die Bezeichnung 5 verwendete, um die OEG in ihr Stadtbahnnetz einzufügen, wurde nach einiger Zeit auf 5R (statt 62) für die gesamte Rundstrecke und 5 (statt 63) für die Kurzläufer zwischen Käfertal und Edingen umgestellt. Im Fahrplanbuch des VRN war der Fahrplan unter der Tabellennummer „R 65“ zu finden. Die Unterscheidung zwischen 5 und 5R wurde Ende 2006 endgültig aufgegeben und seither ausschließlich die Bezeichnung 5 verwendet, welche nun auch im Fahrplanbuch angewandt wird.
Vom 30. Oktober bis zum 3. November 2000 wurden erstmals OEG-Züge zwischen Mannheim und Neuostheim über die Straßenbahnstrecke in der Seckenheimer Straße, Theodor-Heuss-Anlage und Dürerstraße umgeleitet.
Zum 27. April 2008 wurde der RNV-Express eingeführt, der an Sonntagen von Bad Dürkheim nach Heidelberg mit nur den wichtigsten Zwischenhalten in 80 Minuten fährt; seit Juni 2016 wird er neben den RHB-Expresszügen als Linie 9 geführt.
Die OEG-Rundfahrt beschreibt eine „8“ mit Schnittpunkt im Stadtgebiet von Mannheim auf dem linken Ufer des Neckars (an der Friedrich-Ebert-Brücke); ein Umsteigen an diesem während der Fahrt kaum wahrnehmbaren Schnittpunkt wird nicht unterstützt.

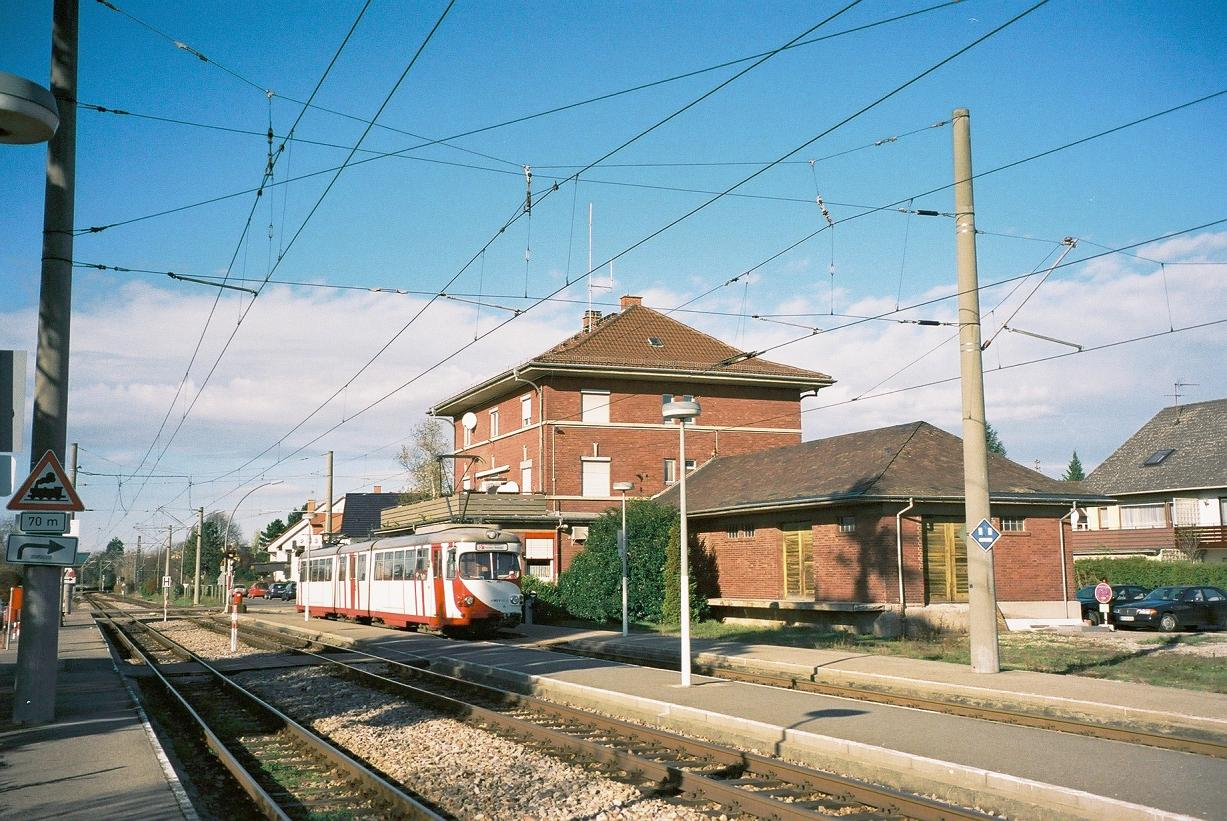
Bahnhof Edingen (Baden)

Dieser vollständige Ringverkehr stellt besondere Anforderungen hinsichtlich Zuverlässigkeit und Pünktlichkeit. Die OEG verfügt weder in Mannheim noch in Heidelberg über Überholgleise; sie hat dort auch keine fahrplanmäßigen Zeitpuffer, weil dadurch der Straßenbahnverkehr gestört würde. So kam es im OEG-Bahnbetrieb zeitweise immer wieder zu erheblichen Unregelmäßigkeiten: Verspätungen von zehn Minuten und mehr kamen zu bestimmten Tageszeiten häufig vor. Fahrplanmäßige Anschlüsse wurden häufig nicht erreicht. Der OEG-Fahrplan enthält daher seit 12. Juni 2005 mehr Zeitpuffer in Schriesheim, Edingen und Käfertal.
Die Strecke wird ausschließlich mit Zweirichtungsfahrzeugen bedient, die an beiden Wagenenden Führerstände haben und somit keine Wendeschleifen benötigen. Die Linie 5 ist in Mannheim die einzige Linie, bei der solche Fahrzeuge erforderlich sind, während bei der Straßenbahn in Heidelberg seit 1974 durchgängig Zweirichtungsbetrieb besteht.